# Petrus Codde
Petrus Codde COr (ur. 27 listopada 1648 w Amsterdamie, zm. 18 grudnia 1710 w Utrechcie) – arcybiskup tytularny Sebasty, wikariusz misji apostolskiej Kościoła rzymskokatolickiego w Holandii w latach 1688–1702.

## Życiorys
Petrus Codde kształcił się na uniwersytetach w Leuven, Orleanie i w Paryżu. Po studiach wstąpił do zakonu filipinów, gdzie przyjął święcenia kapłańskie. Przez wiele lat zajmował się pracą naukową. W 1688 r. został mianowany przez papieża Innocentego XI wikariuszem apostolskim dla Holandii i arcybiskupem tytularnym Sebasty. Jako administrator Kościoła rzymskokatolickiego w Republice Zjednoczonych Prowincji podobnie jak jego poprzednik Johannes van Neercassel był podejrzewany o sprzyjanie szerzącemu się wówczas wśród kleru niderlandzkiego jansenizmowi. Oskarżenie wysunęli misjonarze jezuiccy, którzy w tym czasie konkurowali z duchowieństwem diecezjalnym o wpływy nad przyszłą organizacją Kościoła holenderskiego.
W 1697 r. arcybiskup Codde został wezwany do Rzymu. Przybył tam w 1699 r. i był przesłuchiwany przez komisję kościelną ks. Giovanniego Battisty Bussi. Podczas śledztwa odmówił potępienia pięciu zdań z dzieła Augustinus, które Kościół katolicki uznawał za heretyckie. Następnie wyjechał do Holandii. 7 maja 1702 r. za swoje zachowanie podczas pobytu w Rzymie i odmowę uznania jansenistycznych tez za herezję został suspendowany i odsunięty od pełnienia funkcji wikariusza apostolskiego. Jego stanowisko zajął mianowany przez Stolicę Apostolską, Theodorus de Kock.
Petrus Codde nie podporządkował się decyzjom Kurii Rzymskiej i nadal sprawował swoje funkcje. W konflikcie z papieżem wsparła go znaczna część wiernych, kapituły katedralne i diecezjalne duchowieństwo holenderskie. Doprowadziło to w 1704 r. do ekskomuniki arcybiskupa Sebasty.

## Następstwa konfliktu arcybiskupa z Rzymem
Spór Petrusa Codde ze Stolicą Apostolską o stanowisko wobec nauk jansenistycznych miał kluczowe znaczenie w procesie powstania niezależnego od Rzymu Kościoła Utrechtu. Śmierć niepogodzonego z papieżem arcybiskupa w 1710 r. i poparcie jakiego udzielało mu katolickie społeczeństwo holenderskie spowodowała zaostrzenie stanowiska Kurii Rzymskiej wobec księży niderlandzkich niezgadzających się na formalne potępienie jansenizmu.